# مهری آل آقا
مهری‌سادات آل آقا (زادهٔ ۱۷ مهرِ ۱۳۴۴) بازیگر اهل ایران است.

## زندگی
مهری آل آقا به سالِ ۱۳۴۴ در تهران متولّد شد. او دارای مدرک دیپلم اقتصاد است و فعالیت سینمایی خود را در سال ۱۳۸۷ با فیلم نطفه شوم آغاز کرد.

## فیلم‌شناسی

### سینما[۱]
- فسیل (۱۴۰۲)
- اتاق عقد (۱۴۰۰)
- غیبت موجه (۱۳۹۹)
- خانه ماهرخ (۱۳۹۹)
- آن دیگری (۱۳۹۸)
- دو کیلومتر به کردان (۱۳۹۷)
- رقص پا (۱۳۹۵)
- لاک قرمز (۱۳۹۴)
- یتیم خانه ایران (۱۳۹۴)
- پریدن از ارتفاع کم (۱۳۹۳)
- یادگاری (۱۳۹۳)
- نطفه شوم (۱۳۸۷)

فیلم کوتاه
کارت قرمز 1400

### تلویزیون
- ۱۳۷۰ فروغ بی‌پایان (اسماعیل پوررضا)
- ۱۳۷۵ سلام تهران (هوشنگ هدایتی)
- ۱۳۷۸ خانه بخت (شاپور قریب)
- ۱۳۷۸ فردا آفتابی است (مسعود رشیدی)
- ۱۳۷۸ روزگار جوانی (اصغر توسلی)
- ۱۳۷۹ این یک دادگاه نیست (اصغر توسلی)
- ۱۳۷۹ جاودانه (علی بیابانی)
- ۱۳۸۱ عسل‌ها و مثل‌ها (سید مجتبی یاسینی)
- ۱۳۸۲ معما (محمدرضا آهنج)، (مسعود آب‌پرور)
- ۱۳۸۲ برج عاج (علیرضا اخلاقی)
- ۱۳۸۳ سایه آفتاب (محمدرضا آهنج)
- ۱۳۸۴ دایره تردید (امیر قویدل)
- ۱۳۸۶ روزگار قریب (کیانوش عیاری)
- ۱۳۸۷ پرانتز باز (کیومرث پوراحمد)
- ۱۳۸۷ شب هزارویکم (علی بهادر)
- ۱۳۸۸ شمس‌العماره (سامان مقدم)
- ۱۳۸۹ تقاطع (رضا ذاکری)
- ۱۳۹۳ خط (عباس رنجبر)
- ۱۳۹۳ آخرین بازی (حسین سهیلی‌زاده)
- ۱۳۹۵ در قصه‌ها زندگی می‌کنند (داوود بیدل)
- ۱۳۹۵ پریا (حسین سهیلی‌زاده)
- ۱۳۹۵ هشت و نیم دقیقه (شهرام شاه‌حسینی)
- ۱۳۹۶ آنام (جواد افشار)
- ۱۳۹۶ محکومین (حسین قناعت)، (سیدجمال سیدحاتمی)
- ۱۳۹۶بانوی عمارت (عزیزالله حمیدنژاد)
- ۱۳۹۸ دنگ و فنگ روزگار (جواد مزدآبادی)
- ۱۴۰۰ صبح آخرین روز (حسین تبریزی)
- ۱۴۰۰ زیرخاکی ۲ (جلیل سامان)
- ۱۴۰۱ زیرخاکی ۳ (جلیل سامان)
- ۱۴۰۱خوشنام (علیرضا نجف زاده)
- ۱۴۰۲ زیرخاکی ۴ (جلیل سامان)
- ۱۴۰۳ مشاور (محمدصادق بکتاشیان)
- ۱۴۰۳ غریبه (سروش محمدزاده)
- ۱۴۰۳–۱۴۰۲ بوقچی (حسن حبیب‌زاده)

### نمایش خانگی
- ۱۴۰۰ - آنها (مهدی آقاجانی)
- ۱۳۹۶ - شهرزاد ۳ (حسن فتحی)
- ۱۳۹۶ - شهرزاد ۲ (حسن فتحی)
- ۱۳۹۴ - شهرزاد ۱ (حسن فتحی)